# Leucoma sartus
Leucoma sartus är en fjärilsart som beskrevs av Nicolas Grigorevich Erschoff 1874. Leucoma sartus ingår i släktet Leucoma och familjen tofsspinnare. Inga underarter finns listade i Catalogue of Life.